# 曼恩河 (南特塞夫尔河支流)
曼恩河（法語：Maine，法語發音：[mɛn] ⓘ）是法国卢瓦尔河地区大区大西洋卢瓦尔省与旺代省的河流，是南特塞夫尔河的左支流，长68.4千米，发源自莱塞比耶，于曼恩河畔圣菲亚克和韦尔图之间流入南特塞夫尔河。